# 豪伊杜索博斯洛区
豪伊杜索博斯洛区（匈牙利語：Hajdúszoboszlói járás），是匈牙利豪伊杜-比豪尔州的一个区，总面积732.65平方公里，总人口43,061人（2011年），人口密度59人/平方公里。中心城市为豪伊杜索博斯洛。

## 市镇
豪伊杜索博斯洛区包含两个城镇和3个村庄。